# Das doppelte Lottchen (2017)
Das doppelte Lottchen ist ein deutscher Fernsehfilm aus dem Jahr 2017. Es ist die vierte deutsche Verfilmung sowie die 14. Verfilmung insgesamt des Kinderbuches Das doppelte Lottchen von Erich Kästner. Regie führte Lancelot von Naso nach einem Drehbuch von Niko Ballestrem. Die Produktion übernahm Uschi Reich zusammen mit dem SWR. Der Film spielt in Salzburg, Frankfurt am Main und am Wolfgangsee und wurde auch dort sowie im Dahner Felsenland gedreht.

## Handlung
Die zehnjährigen Mädchen Lotte Körner aus Frankfurt am Main und Luise Palfy aus Salzburg treffen sich in einem Ferienhort am österreichischen Wolfgangsee. Die beiden sehen einander so ähnlich wie aus dem Gesicht geschnitten.
Luise, die Mathematik im Hort lernen soll, damit sie im Gymnasium nicht abrutscht, beeindruckt die anderen Kinder mit Geschichten über Afrika, wo sie die letzten Jahre mit ihrem Vater und dessen bestem Freund Mo gelebt hat. Lotte möchte Musikerin werden und ist gut in Mathematik. Beide können sich zunächst nicht ausstehen, kommen sich aber bald näher und erzählen sich gegenseitig von ihrem Leben. Dabei stellen sie schnell fest, dass sie Zwillinge sind und nichts voneinander und vom jeweils anderen Elternteil wussten.
Bald beschließen die beiden Mädchen, die Rollen zu tauschen, insbesondere um den jeweils anderen Elternteil kennenzulernen. Sie tauschen Informationen aus, damit Luise als Lotte zu ihrer Mutter Charlize nach Frankfurt am Main und Lotte als Luise zu ihrem Vater Jan nach Salzburg fahren kann. Sie wollen ihren Eltern beibringen, dass sie zusammen sein wollen. Beide tauschen noch ihre Smartphones aus, bleiben damit im engen Kontakt und helfen sich gegenseitig.
Trotz der unterschiedlichen Fähigkeiten und Charaktereigenschaften der Mädchen lassen sich die Erwachsenen zunächst täuschen. Nur Mos Hund Pepperl kann die beiden sofort untrüglich auseinanderhalten. Beide suchen bei dem jeweiligen Elternteil erfolglos nach Antworten darauf, wie es zur Trennung kam. Gemeinsam überlegen sie, wie sie die sich gerade entwickelnde Beziehung zwischen Jan und der Theaterleiterin Leni Gerlach sabotieren können. Es kommt zu einer Auseinandersetzung zwischen Lotte und ihrem Vater und in Folge zwischen Lotte und Leni. Dabei wird durch einen Unfall Lottes Smartphone, und damit der Kontakt zu ihrer Schwester, zerstört. In der Folge zieht sich Lotte vor Verzweiflung im Regen eine schwere Erkältung zu.
Das Verwirrspiel fliegt auf, als Luise beim Backen eines Geburtagskuchens für ihre Mutter ihrer Großmutter Ama eine unbedachte Frage stellt und Charlize in der Nacht daraus die richtigen Schlüsse zieht. Luise bemerkt zeitgleich, dass ihre Mutter die Aktivitäten von Jan, seiner Band und vor allem ihre Fotos auf dessen Website seit Jahren verfolgt. Nach einer innigen Umarmung und einem Geständnis der Mutter rufen Charlize und Luise Jan an, der bei der kranken Lotte ist, und klären ihn über den Rollentausch auf. Anschließend fliegen Luise und Charlize nach Salzburg, um bei den beiden anderen zu sein.
Bei einem gemeinsamen Abendessen wird über die Zukunft gesprochen, und die Mädchen verlangen, zusammenbleiben zu dürfen. Jan bietet an, dass sie bei ihrer Mutter in Frankfurt leben dürften, was wieder eine Trennung vom Vater bedeutet hätte. Charlize schlägt daraufhin vor, mit Lotte nach Salzburg in eine neue größere, gemeinsame Wohnung zu ziehen und von dort aus übers Internet ihrer Arbeit nachzugehen. Darüber sind alle froh. Nachdem die Zwillinge vorgeben, ins Bett zu gehen, beobachten sie heimlich, wie sich Jan und Charlize langsam wieder näherkommen. 
In der Schlussszene kommentiert die Stimme der Großmutter Ama, dass die beiden Schwestern sich gefunden hätten, unabhängig davon, was schließlich aus ihren Eltern würde.

## Hintergrund
Die Produzentin Uschi Reich, eine Kästnerkennerin, wollte den Film schon einige Jahre zuvor drehen, doch dann kam der Film Charlie & Louise – Das doppelte Lottchen von Joseph Vilsmaier in die Kinos. Somit wartete die Produzentin eine Zeit lang, bis der Stoff wieder in aktuelle Themen mit einfließen konnte. Der Regisseurin Franziska Buch wurde das Angebot gemacht, Regie zu führen, diese musste aber wegen familiärer Probleme absagen. Somit kam Lancelot von Naso ins Gespräch, der zuvor Waffenstillstand und die Frankfurter Krimi-Serie Kommissar Marthaler gemacht hatte. Für von Naso, der zuvor Kurzfilme im Genre Komödie gemacht hatte, war es der erste Film, bei dem er nicht das Drehbuch schrieb, und sein Debüt bei einem Kinder- und Komödienfilm.
Die Dreharbeiten fanden von Ende Juni bis Ende Juli 2016 großenteils in Stadt und Land Salzburg (im Kleinen Theater, beim Ferienhort am Wolfgangsee, beim und im Mozarthaus St. Gilgen, auf dem Mozartsteg in Salzburg, am Kapitelplatz bei der Sphaera, im Ritzerbogen, auf der Holzmeisterstiege, am Mönchsberg oberhalb des Toscaninihofs, im Lehartheater in Bad Ischl, in der Steingasse in Salzburg) statt. Es wurden aber auch Aufnahmen in Frankfurt am Main und auf der Burg Altdahn (die auch im Film so benannt ist) durchgeführt und beliefen sich auf 26 Drehtage. Die Produktion übernahm der Sender SWR mit den Redakteuren Margret Schepers und Stephanie von Ehrenstein.
Seine Fernsehpremiere feierte der Film am 16. April 2017 im Osterprogramm des Ersten.

## Rezeption

### Kritiken
Simon Strauss von der FAZ meinte: „Es ist einfallslos, nur das Alte gegen das Neue in Stellung zu bringen. Aber wenn einem diese wunderbare Kästner-Geschichte so auf Hochglanz, ohne jede Rührung erzählt wird, dann kommt man nicht umhin.“ „Die wenigen Kästner-Sätze und Utensilien, die es hinübergeschafft haben, der Regenschirm, das Ruderboot, der Hund ‚Pepperl‘ und die ‚bescheidenen Wünsche, die sich nicht erfüllen lassen‘, führen traurige Randexistenzen in einem über weite Strecken langatmigen Adaptionsversuch.“
Beim Tagesspiegel wertete Nikolaus Festenberg: „Die neueste Lottchen-Version spiegelt diesen eigentlich wunderbaren Freiheitsgewinn ([die Selbstbefreiung der Kinder von der Lüge der Eltern]) – ohne in Tiefsinn zu verfallen – körper- und bewegungsbewusst wider. Die Sprache ist nämlich nicht die Stärke der Zwillingsdarsteller, die Blicke in seelische Abgründe in den pfiffigen Eltern-wechsle-dich-Aktionen mit intensiver Smartphone-Benutzung sind selten, wie es unserer Zeit entspricht. Das passt zum aktuellen Verfassungsoptimismus, die Rechte der Kinder ins Grundgesetz aufzunehmen.“
Tilmann P. Gangloff von Tittelbach.tv urteilte: „Der von der Kästner-Spezialistin Uschi Reich produzierte Fernsehfilm überträgt die Handlung gekonnt ins neue Jahrtausend, kann der Erzählung jedoch treu bleiben, weil der Roman seiner Zeit weit voraus war. Die jungen Darstellerinnen der Mädchen sind famos, aber die größere Überraschung ist womöglich der Regisseur: Nach vier „Kommissar Marthaler“-Krimis hat Lancelot von Naso einen radikalen Genrewechsel vollzogen.“

### Auszeichnungen
- 2017: Nominierung Lancelot von Naso für den Goldenen Spatz in der Kategorie Spezial – Kinderfilme[7]